# San Justo, Buenos Aires
San Justo este un oraș în partidul La Matanza, provincia Buenos Aires, Argentina. În 2001 avea o populație totală de 105.274 locuitori.

## Personalități născute aici
- Leandro Paredes (n. 1994), fotbalist.